# Philip Barker Webb
Philip Barker Webb, född den 10 juli 1793 i Surrey, död den 31 augusti 1854 i Paris, var en engelsk botaniker. Han samlade växter i Italien, Spanien och Portugal och var den förste som samlade i Tétouanbergen i Marocko. 
Den 25 mars 1824 blev han Fellow of the Royal Society.
Auktorsnamnet Webb kan användas för Philip Barker Webb i samband med ett vetenskapligt namn inom botaniken; se Wikipediaartiklar som länkar till auktorsnamnet.